# Fang Lizhi
Fang Lizhi(ch.: 方励之 ,  n. 12 februarie 1936, Beijing, Republica Chineză – d. 6 aprilie 2012, Tucson, Arizona, SUA) a fost un fizician-relativist chinez, disident, considerat parțial responsabil pentru revoltele studențești din piața Tiananmen.

## Biografie
În anul 1957 a fost exclus din Partidul comunist Chinez pentru critica adresată de acesta la adresa tratării marxiste a fizicii. A predat apoi la Universitatea de știință și tehnologie Keda din Beijing. 
În anul 1966 a fost exilat la o fermă comunală pentru a fi reeducat.
După moartea lui Mao Zedong în 1976 a fost primit din nou în partid. Mai mult ca atât i s-a încredințat postul de președinte al unei secții a Universității Keda din Beijing.
În anul 1981 a fost vizitat de profesorul italian Remo Ruffini de la Universitatea "La Sapienza" din Roma, cu care au început să colaboreze la restructurarea cercetării și predării la Universitățile din China. În anul 1982 a fost organizat în China cel de al 3-lea Simpozion internațional "Marcel Grossmann", consacrat relativității generale, care a atras o atenție sporită a cadrelor didactice și științifice din China. În anul 1985 Fang Lizhi a fost vizitat de Stephen Hawking, această perioadă marcând o epoca de restructurare a învățămîntului superior, nu doar în domeniul științelor exacte, ci și al celor umaniste.
Aceste reforme aveau loc pe fundalul opoziției din partea liderilor comuniști ai Chinei Hua Guofeng și Deng Xiaoping.
În anul 1989, în timpul demonstrațiilor studențești din piața Tiananmen s-a refugiat la ambasada SUA din Beijing, iar peste un an i s-a permis să părăsească China împreună cu soția. 
Ulterior a întreprins cercetări științifice la Observatorul astronomic al Universității Cambridge din Marea Britanie și Universitatatea Arizona din Tucson (SUA), pănă la deces.Este înmormăntat la East Lawn Palms Mortuary & Cemetery la data de  14 aprilie 2012.

## Publicații și memorii
Fang Lizhi a redactat (în colaborare cu Remo Ruffini, A. Hewitt, G. Burbidge)  un număr de conferințe internaționale în domeniile astrofizicii și cosmologiei în anii 1980. Este autorul un număr mare de publicații în domeniul astrofizicii și gravitației, găurilor negre. Printre cărțile mai cunoscute se numără:
- Cosmology of the early Universe (în colaborare cu Remo Ruffini): Singapore, World Scientific (Advanced Series in Astrophysics and Cosmology. Volume 1), 1984, 309 p.
- From Newton's laws to Einstein's theory of relativity. (coautor: Y. Chu)Science Press, Beijing, China and World Scientific Publishing Co., Singapore. 8+112 pp.(1987). ISBN 9971-978-36-9.
- Creația Universului("Yuzhou de chuangsheng" în limba chineză), care a fost publicată în anul  1987, a avut o circulație largă în rândul cititorului chinez.

Este de asemenea autorul cărții de eseuri:
- Fang, Lizhi (1991). Bringing down the Great Wall. W.W. Norton and Co. ISBN 978-0-394-58493-5

și a memoriilor:
- Fang, Lizhi (2016). The Most Wanted Man in China: My Journey from Scientist to Enemy of the State. Henry Holt and Co. ISBN 978-1-62779-499-2., traducere în engleză de Perry Link

## Legături externe
- Personal Homepage Arhivat în 12 mai 2013, la Wayback Machine.
- Scientific Articles of Li-Zhi Fang (Fang Lizhi) Since 1989 Arhivat în 11 aprilie 2012, la Wayback Machine.
- Collection of Articles by Li-Zhi Fang (Fang Lizhi), maintained by his former students